# Франц Йозеф Баварський
Франц Йозеф Баварський (нім. Franz Joseph in Bayern; повне ім'я Франц Йозеф Міхаель Карл Марія Еварістус Квірінус Оттокар Баварський, нім. Franz Joseph Michael Karl Maria Evaristus Quirinus Ottokar in Bayern; 23 березня 1888 — 23 вересня 1912) — баварський принц з династії Віттельсбахів, син герцога Баварського Карла Теодора та португальської інфанти Марії Жозе.

## Життєпис
Франц Йозеф народився 23 березня 1888 року у замку Теґернзеє. Він був другим сином і п'ятою дитиною в родині герцога Баварського Карла Теодора та його другої дружини Марії Жозе.

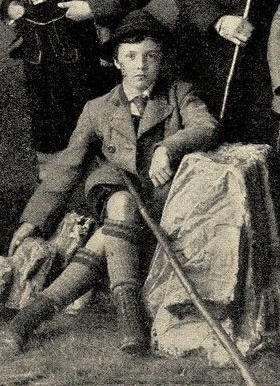
Франц Йозеф у 1897 році

 Його старшим братом був Людвіг Вільгельм, сестрами — Софія Адельгейда, Єлизавета Валерія та Марія Габріела.
Батько політикою не цікавився, присвячуючи себе медицині. У замку він відкрив клініку, де проводив офтальмологічні операції. Матір була його асистенткою.
Бувши дуже релігійною жінкою, вона суворо ставилася до виховання доньок, до синів же була більш поблажливою.
У 1909 році Франц Йозеф мав зв'язок із 17-річною Кароліною Корнелією Штокхаммер, відомішою як «Лілі Штокхаммер». 1 грудня 1909 народився їхній син: Оттомар Густав Штокхаммер (1909—1959) — банкір Berliner Handels-Gesellschaft Франкфурті-на-Майні; всиновлений другим чоловіком матері, принцом Альбрехтом Йоахімом Пруським; від 1937 року мав прізвище Плоттніц-Штокхаммер; був одружений із баронесою Кітті фон Таубе, мав сина та доньку.
Карл Теодор не дожив до народження онука один день.
У 1910 Франц Йозеф здійснив подорож до Америки, що тривала сорок днів. Він прибув до Нью-Йорку 10 серпня на борту лайнера «Кронпринцеса Сесилія». Цей візит став найобговорюванішим з часу відвідин Сполучених Штатів принцом Генріхом Пруським у 1902.
17 серпня принц у супроводі друзів відвідав показ музичної комедії на Бродвеї. Досить добре знання англійської дозволяло йому розуміти більшу частину діалогів. Жанри на специфічному американському сленгу перекладав один із його товаришів. Після першого акту вся компанія пішла за куліси, де їм було представлено кількох членів трупи. Франц Йозеф заявив, що «американські хористки перевершили всі його очікування». За два дні місіс Оґден Ґоелет у своєму маєтку Охр-корт у Ньюпорті давала на його честь званий прийом. На ньому були присутні Аліса Рузвельт, донька колишнього президента Теодора Рузвельта, із чоловіком, конгресменом Ніколасом Лонгвортом, лорд Роксаваж, герцогиня Портлендська Вінніфред Кавендіш-Бентанк, представник німецького посольства, численні фінансисти і можновладці. Принц побував також на боксерському поєдинку та полюванні на велику дичину в Скелястих горах.
Францу Йозефу були представлені багато дебютанток із вищого світу, проте він зізнався, що залишає країну без романтичних стосунків, про які інформували його брата. Преса, що активно слідкувала за його перебуванням в країні, назвала Франца Йозефа найдемократичнішим дворянином, що відвідував Нью-Йорк. Потішений герцог на це відповів, що і сам себе таким не вважав, і не дозволяв собі так розглядатися іншими.
Принц помер від поліомієліту 23 вересня 1912 у віці 24 років. Похований поруч із батьком у каплиці кірхи святого Квірінуса в Теґернзеє.